# Riot!
| Совокупная оценка   | Совокупная оценка |
| Источник            | Оценка            |
| ------------------- | ----------------- |
| Metacritic          | 67/100            |
| Оценки критиков     |                   |
| Источник            | Оценка            |
| AllMusic            | [ 4 ]             |
| Alternative Press   | [ 9 ]             |
| Blender             | [ 10 ]            |
| Drowned in Sound    | 4/10              |
| DRUM!               | без оценки        |
| IGN                 | 7/10              |
| Jesus Freak Hideout | [ 14 ]            |
| NME                 | 5/10              |
| Spin                | [ 16 ]            |
| Sputnikmusic        | [ 17 ]            |
| Stylus Magazine     | B+                |

Riot! — второй студийный альбом американской поп-панк-группы Paramore. Он был выпущен 12 июня 2007 года в США на лейбле Fueled by Ramen, вслед за дебютным альбомом All We Know is Falling 2005 года. Продюсером альбома был Дэвид Бэндэт. Большинство песен альбома были написаны участниками группы Хэйли Уильямс и Джошем Фарро, Тейлор Йорк и Зак Фарро были соавторами нескольких треков альбома. Это был первый альбом Paramore, в записи которого участвовал Тейлор Йорк. Альбом позиционировался как смешивающий несколько жанров, в то же время сохраняя характерное и узнаваемое звучание первого альбома. Некоторые критики сравнили звучание пластинки с творчеством Келли Кларксон и Аврил Лавин. Обложка альбома имеет сходство с обложкой альбома Rock Steady группы NoDoubt.
Riot! получил в основном положительные оценки от критиков, хваливших его звучание и отмечавших альбом как переломный момент в творчестве группы. Альбом был успешен в США, достигнув 15 позиции в чарте Билборд 200 и получив статус дважды платинового, официально присвоенный Американской ассоциацией звукозаписывающих компаний 22 марта 2016 года. Альбом также стал платиновым в Великобритании и золотым в Австралии, Новой Зеландии и Канаде. Главный сингл с альбома «Misery Business» достиг тридцатых-сороковых позиций в хит-парадах США и считается прорывным хитом группы, сделавшим группу известной широкой категории слушателей. Третий и четвёртый синглы «crushcrushcrush», and «That’s What You Get», также были весьма успешны и получили платиновый статус в ААЗК.

## Об альбоме

### Запись и производство
Продюсером альбома стал Дэвид Бэндэт. Хейли Уильямс объяснила, почему альбом называется Riot!: «для нас это слово буквально означает вспышку необузданных эмоций. Когда писался альбом, нам казалось, что мысли и эмоции выходили так быстро, что мы их не контролировали. Мы чувствовали бунт внутри каждого из нас. Поэтому альбом показывает новый уровень наших эмоций. Это чистая энергия»
Уильямс также прокомментировала развитие творчества группы на пути от первого альбома ко второму: «Я думаю, по нашему замыслу первый альбом должен был стать именно тем, чем в итоге стал Riot! Но тогда нам просто не хватило времени, чтобы сделать именно такую пластинку.»
Во время записи группа провела онлайн-конкурс, озаглавленный «Последняя песня, которую ты когда-либо споёшь», в ходе которого фанаты выкладывали на YouTube свои видео, ради того чтобы выиграть возможность петь на бэк-вокале во время записи трека «Born for this». Победителем стала Мэри Бонни из штата Вирджиния.

### Музыкальный стиль
Описывая первый трек альбома «For a Pessimist I’m Pretty Optimistic» гитарист Джош Фарро говорит, что «это отражение той ситуации, когда ты полностью доверяешь человеку, вкладывая в него свою душу а он не ценит этого и всё портит». Фарро сочинил музыку к песне и отдал демозапись Уильямс. Фарро говорит об этой песне: «я специально написал музыку, которая будет отлично звучать на живых выступлениях, будет очень энергичной. Песня родилась буквально сразу. Я показал музыку Хэйли и она написала текст, идеально подходящий под настроение музыки. Она полностью уловила те чувства, которые по моему мнению должна была вызывать песня» Идея песни «Misery Business» возникла из сообщений Хэйли, оставленном в живом журнале группы, где Хэйли попросила фанатов поделиться тем, за что им стыдно. По её словам «оказалось, что люди действительно нуждаются в том, чтобы излить душу кому-то, поэтому я сделала то же самое в тексте песни и позволила себе сказать то, что держала внутри себя. Это самая честная песня из всех что были написаны до этого момента и парни написали музыку эмоционально идеально подходящую к тексту»
Обсуждая песню «Halleluja» Хэйли заявляет: это одна из самых старых наших песен, но мы хотели приберечь её для пластинки, и Riot! — идеально подходящее место для этой песни. Это заявление о победе как для нас, так и для наших фанатов. Одиннадцатый трек «Born for this» содержит строчку «we want the airwaves back» из песни «Liberation Frequency» из альбома The Shape of Punk to Come влиятельной шведской хардкор-панк группы Refused. Уильямс объясняет, что эта песня написана о фанатах Paramore и часть текста перед первым припевом создана будучи вдохновлённой той самой строчкой.
Йен Коуэн, журналист музыкального портала MTV Hive описывает альбом, как «классический альтернативный рок в отчётливо прослеживающемся стиле лейбла Fueled by ramen». Кэм Линдси из Exclaim характеризует альбом, как сильно энергичный и очень эмоциональный поп-панк, в то время как Джеймсон Лимангровер с сайта AllMusic заявил, что «Уильямс заполняет большинство своих поп-панк сказок присущим эмо страхом и заявлениями о подростковых проблемах». Эндрю Лихи с сайта AllMusic также объявил альбом одним из наиболее популярных эмо-поп альбомов 2007 года. Джонатан Брэдли из журнала Стайлус охарактеризовал альбом, как неудержимый пауэр-поп.

### Релиз

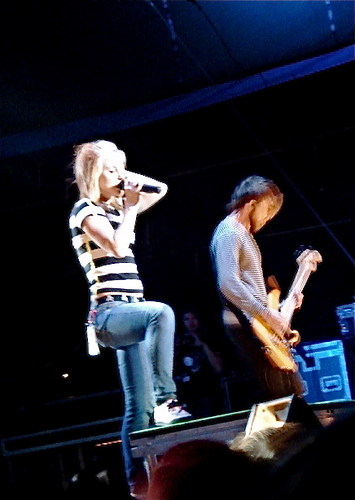
Турне «RIOT!», 2008 год

13 марта 2007 года было объявлено, что гитарист Хантер Ламб покинул группу, чтобы больше времени проводить с семьёй. 13 апреля трек «Misery Business» стал доступен на стриминговых сервисах. Неделей позже были обнародованы список треков и обложка альбома. В апреле и мае группа проехала с концертным туром по США в качестве хедлайнера. Также в туре приняли участие the Almost, This Providence, Love Arcade и Quietdrive. 12 июня альбом Riot! был выпущен на лейбле Fueled by Ramen, сразу после этого трек Misery Business впервые появилась в радиоэфирах. С конца июня до позднего августа группа принимала участие в гастролирующем фестивале Warped Tour. В октябре и ноябре Paramore в качестве одного из хедлайнеров приняли участие в туре группы Starting line. Первую часть концертов тура открывала группа Set Your Goals, вторую — группа The Almost. Альбом был перевыпущен в конце 2007 года в форматах UMIX, MVI, CD, DVD. Четыре песни из альбома вышли в качестве синглов, первым из них был Misery Business. Вторым синглом был «Hallelujah». Третьим синглом стал «Crushcrushcrush», вышедший 15 января 2008 года в США и 23 января в Великобритании. Четвёртый сингл группы «That’s What You Get» вышел сразу через неделю после того, как Paramore отменили свой европейский тур для того, чтобы решить «личные проблемы», в момент активного распространения слухов о распаде группы в медиа. Уильямс объяснила это тем, что в момент, когда состояние группы стало весьма хрупким, нужно было скромно снять клип, в кругу друзей и семьи, не осложняя ситуацию, Уильямс добавила: "вокруг нас было так много друзей, что схемки казались просто чередой вечеринок. и Маркос [Сьега, режиссёр] был так рад этому. Он сказал «веди своих друзей». Мы снимали в домах знакомых и это выглядело так естественно, Мне кажется это первый клип, в котором вы можете увидеть кем мы являемся на самом деле. Уильямс заявила: «Мы надеемся дать ещё один тур в США, прежде чем переключимся на выступления на европейских музыкальных фестивалях. Конечно хочется выступить ещё на нескольких концертах тура Warped Tour, потому что это мой любимый фестиваль. Посмотрим, что из этого выйдет и надеюсь, что нас ждёт очередной замечательный год». В начале апреля группа выступила на фестивале Bamboozle Left. В апреле и мае группа выступила в качестве хедлайнера в туре по США с группой Jimmy Eat World. В июле группа в течение недели выступала на фестивале Warped Tour 2008. В июле и августе Paramore совершили тур по США с группами Jack’s Mannequin, Paper Route и Phantom Planet.

### Оценки критиков
Альбом получил в основном положительные оценки музыкальных критиков. На сайте Metacritic альбом получил оценку в 67 баллов из 100 возможных и был отмечен таким статусом, как «получивший в основном благоприятные отзывы», основанным на 8 рецензиях. Джейсон Лимангровер с сайта Allmusic описывая альбом сказал, что "альбом имеет потенциал смеси разных жанров, песни яркие и плотные по звучанию, с цепляющими мелодиями в стиле Boys Like Girls с их молодой вокалисткой Ширли Мэнсон. Джонатан Брэдли из журнала Стайлус заявил, что "Riot! мгновенно притягивает внимание, потому что потому что фокусируется на звучании, которым пренебрегали другие ведущие группы жанра. Это несложный альбом с несложной музыкой, в котором вы точно не встретите названий песен из 15 слов. Брэдли также сравнил альбом с «лучшими песнями» Келли Кларксон и Аврил Лавин. Гаррет Добсон, журналист Drowned in Sound отметил, что «38-минутный альбом снисходительно короткий, но в то же время будет казаться двойным альбомом для тех, кто дослушает его до конца. Именно для тех, кто вообще не забудет о том, что альбом играет в стереосистеме. Ребята, забудьте про ваши поп-панковые мурашки при прослушивании, здесь их не будет». Эд Томсон из IGN говорит об альбоме "этот не тот альбом, который нужно обязательно купить и не запомнится, как поворотный момент в истории группы, каким бы ни было ваше воображение. Но Riot! способен стать крепкой основой для того чтобы эти дети росли, учились новому и развивались. Томсон также отметил, что альбом звучит более «взрослым» в сравнении с другими современными альбомами того же жанра. Льюис П. с сайта Sputnikmusic характеризует альбом, как лучший поп-панк релиз 2007 года, отмечая, что "Paramore не изобрели ничего нового, но наконец-то уловили тот ритм, который позволяет им выпускать поп-панковые хиты, достойные похвалы. Журналист Скотт Хейзел из Alternative press высказался об альбоме: «если брать в расчёт средний возраст участников группы, мастерство музыкантов, продемонстрированное в альбоме весьма впечатлительно… хотя в целом альбом не выдающийся. Это довольно крепкий релиз, который позволит лейблу Fueled By Ramen просуществовать до следующего большого хита.» Джастин Мэби из Jesus Freak Hideout говорит об альбоме: «Возможно в этом альбоме отсутствует да духовная глубина, которая потрясла нас в дебютной пластинке группы, в целом альбом создаёт очень позитивное впечатление», также отмечая, что «альбом доказывает, что группа прошла длинный творческий путь, с момента своего основания» Журнал Rock Sound включил Riot! в свой список «101 альбом современной классики» под номером 10. Rock Sound также включил альбом в список «51 наиболее важный альбом поп-панка всех времён». Журнал Stylus поставил альбом на 49 место в списке лучших альбомов 2007 года.

### Коммерческий успех
Riot! попал на 20 место в американском чарте Биллборд 200 в конце 2007 года. В США было продано 42 тысячи копий альбома и через две недели Riot! достиг своего пика в чарте, заняв 15 позицию. 22 марта 2016 альбом был признан дважды платиновым. Альбом был успешен в Великобритании, достигнув 24 места в чарте, всего было продано 250 094 копии альбома. В Новой Зеландии альбом достиг 15 строчки и получил золотой сертификат 1 февраля 2009 года, после того как было продано более 15 тысяч копий Песня «Misery Business» стала хитом, проведя 23 недели на 3 позиции американского чарта Альтернативных Хитов. ААЗК признала песню трижды платиновой.

### Список композиций
Слова и музыка всех песен — Хейли Уильямс и Джоша Фарро, если не указано иное.
| №   | Название                                            | Длительность |
| --- | --------------------------------------------------- | ------------ |
| 1.  | «For a Pessimist, I’m Pretty Optimistic»            | 3:48         |
| 2.  | «That's What You Get» (Уильямс, Фарро, Тейлор Йорк) | 3:40         |
| 3.  | «Hallelujah»                                        | 3:23         |
| 4.  | «Misery Business»                                   | 3:31         |
| 5.  | «When It Rains» (Уильямс, Фарро, Зак Фарро)         | 3:35         |
| 6.  | «Let the Flames Begin»                              | 3:18         |
| 7.  | «Miracle»                                           | 3:29         |
| 8.  | «Crushcrushcrush»                                   | 3:09         |
| 9.  | «We Are Broken» (Уильямс, Фарро, Дэвид Бэндэт)      | 3:38         |
| 10. | «Fences» (Уильямс, Фарро, Дэвид Бэндэт)             | 3:18         |
| 11. | «Born for This»                                     | 3:58         |

| №   | Название                                                    | Длительность |
| --- | ----------------------------------------------------------- | ------------ |
| 12. | «When It Rains» (demo)                                      | 3:24         |
| 13. | «Misery Business» (acoustic - live from Q101 Chicago)       | 3:17         |
| 14. | «Pressure» (acoustic - live from Q101 Chicago)              | 3:01         |
| 15. | «For a Pessimist, I'm Pretty Optimistic» (live from London) | 3:59         |
| 16. | «Born for This» (live from London)                          | 4:20         |

| №   | Название                     | Длительность |
| --- | ---------------------------- | ------------ |
| 12. | «Misery Business» (acoustic) | 3:14         |

| №   | Название           | Длительность |
| --- | ------------------ | ------------ |
| 12. | «Temporary» (demo) | 3:24         |

| №   | Название | Длительность |
| --- | -------- | ------------ |
| 12. | «Decoy»  | 3:17         |

| №   | Название                  | Длительность |
| --- | ------------------------- | ------------ |
| 12. | «Here We Go Again» (live) | 3:23         |

| №   | Название                                        | Длительность |
| --- | ----------------------------------------------- | ------------ |
| 12. | «Misery Business» (acoustic)                    | 3:16         |
| 13. | «My Hero» (Electronic Mix) (Foo Fighters cover) | 3:32         |

| №   | Название                           | Длительность |
| --- | ---------------------------------- | ------------ |
| 12. | «Stop This Song (Lovesick Melody)» | 3:23         |
| 13. | «Rewind» (demo)                    | 3:47         |
| 14. | «Emergency» (live)                 | 4:23         |

| №   | Название                                                   | Длительность |
| --- | ---------------------------------------------------------- | ------------ |
| 12. | «Pressure» (originally appeared on All We Know Is Falling) | 3:06         |
| 13. | «crushcrushcrush» (music video)                            | 3:09         |
| 14. | «Misery Business» (live from London) (video)               | 3:47         |
| 15. | «Pressure» (live from Anaheim) (video)                     | 3:45         |

| №  | Название                           | Длительность |
| -- | ---------------------------------- | ------------ |
| 1. | «Sunday, Bloody Sunday» (U2 cover) | 4:18         |
| 2. | «Decoy»                            | 3:17         |

## Состав
- Хейли Уильямс — вокал
- Джош Фарро — соло-гитара, ритм-гитара, бэк-вокал
- Джереми Дэвис — бас-гитара
- Зак Фарро — ударные, перкуссия